# Georg David Jäger
Georg David Jäger (* 1712; † 12. April 1779 in Straßburg) war Syndikus des Ritterkanton Odenwald. Auf ihn geht die Errichtung des nach ihm benannten Syndikus Jägerschen Baus in Kochendorf zurück. Selbst in verschiedene finanzielle Machenschaften verstrickt, deckte er 1779 die zerrütteten Verhältnisse des Ritterkantons in einer Druckschrift auf und nahm sich das Leben.

## Leben
Georg David Jäger studierte Cameralwissenschaften und Landwirtschaft und wurde herzoglich-zweibrückischer Geheimrat. Er kam 1750 in den Dienst des Ritterkantons Odenwald, war zunächst einige Monate Kantons-Archivar und dann erster Syndikus. Ab 1754 war er auch Pächter des Ritterguts Presteneck in Stein am Kocher, später Inhaber des Bauernguts Bürg, ab 1760 Pächter der Güter Oedheim und Willenbach und ab 1761/1762 auch Pächter der Adelsgüter in Kochendorf, wohin der Ritterkanton 1762 seine Kanzlei verlegte. Jäger betrieb Bierbrauereien, Brennereien, eine Stärkefabrik und Rinderzucht.
Von 1761 bis 1764 ließ er in Kochendorf den Syndikus Jägerschen Bau errichten, einen großen, aus drei mehrstöckigen Gebäuden sowie Nebengebäuden bestehenden Gebäudekomplex, den er selbst als Wohn- und Kanzleisitz bezog und der darüber hinaus als Gästehaus zur Unterbringung der zu den mehrwöchigen Konventen in Kochendorf weilenden 30 bis 50 Reichsritter gedacht war. Da der Bau gegen den Widerstand einiger Ritterräte errichtet wurde, galt er nicht als Kantonseigentum, sondern zählte zu Jägers Privatbesitz, so dass Jäger ihn letztlich auch größtenteils privat finanzieren musste. Nachdem der Bau 1777 nochmals erweitert worden war, betrugen Jägers damit verbundene Schulden über 130.000 Gulden. Jäger hatte weitreichende Pläne mit dem Gebäude, in dem er in Zusammenarbeit mit Johann Bernhard Basedow eine Ritterakademie eröffnen wollte.
Als Syndikus war Jäger mit der Sanierung der Finanzen des Meinhard Rüdt von Collenberg (1720–1789) betraut, der 1750 Ritterhauptmann des Ritterkantons Odenwald geworden war, sich jedoch als Gesandter am kaiserlichen Hof in Wien und am württembergischen Hof verschuldet hatte. Jäger setzte große Hoffnungen auf Rüdts Eisenwerk in Sennfeld, das jedoch wirtschaftlich nicht tragfähig wurde. Rüdt fälschte unterdessen zahlreiche Unterlagen, indem er das Amtssiegel des Ritterkantons missbräuchlich verwendete und damit private und Kantonsgeschäfte vermengte. Letztlich hatte er rund eine halbe Million Gulden Schulden angehäuft und versuchte, sich nach einer Anzeige beim Reichskammergericht 1777 durch Flucht in die Schweiz aus der Verantwortung zu entziehen, wurde jedoch verhaftet. Von Seiten Rüdts und weiterer Adliger gab es daraufhin Vorwürfe gegen Jäger, dem man die alleinige Schuld an Rüdts Finanzmisere zuschreiben wollte.
Jäger veröffentlichte daraufhin in Heilbronn die Druckschrift Unterricht an das Publikum, in der er Anklage gegen Korruption und Intrigen innerhalb des Ritterkantons Odenwald erhob. So sollen während seiner knapp 30-jährigen Amtszeit beim Ritterkanton rund 240.000 Gulden an Bestechungsgeldern ausgegeben worden sein. Am 17. Februar 1779 befahl Kaiser Joseph II. die Verhaftung Jägers und die Verbrennung aller seiner Druckschriften durch Scharfrichter. Jäger floh nach Straßburg, wo er sich am 12. April 1779 in einem Gasthaus erschoss.
Er war verheiratet mit der Pfarrerstochter Maria Jakobina Rittmann; sie hatten zwei Töchter und einen Sohn. Der gleichnamige Sohn Georg David Jäger war bis 1777 zweiter Ortssyndikus in Kochendorf und danach Geheimrat des Fürsten von Löwenstein-Wertheim.